# Russule dorée
Russula aurea
Espèce
Russula aurea, la Russule dorée, est une espèce de champignons basidiomycètes de la famille des Russulacées. Dans sa forme typique, cette Russule se reconnaît aisément au pigment jaune d'or de son chapeau en combinaison avec le rouge vermillon, au pigment jaune citron des arêtes de ses lames, de son pied et des couches superficielles de sa chair, à sa taille moyenne ainsi qu'à sa chair ferme, douce et inodore qui réagit fortement à la teinture de gaïac. Sous le microscope, ses spores sont également remarquables par leurs larges ornementations. Il s'agit d'un champignon comestible de choix à la saveur douce de noix et à la texture croquante. Il pousse en solitaire ou en petites troupes durant la saison estivale de l'ensemble de l'hémisphère Nord, où il est dispersé, principalement en association avec les feuillus et surtout en situation thermophile.

## Taxonomie

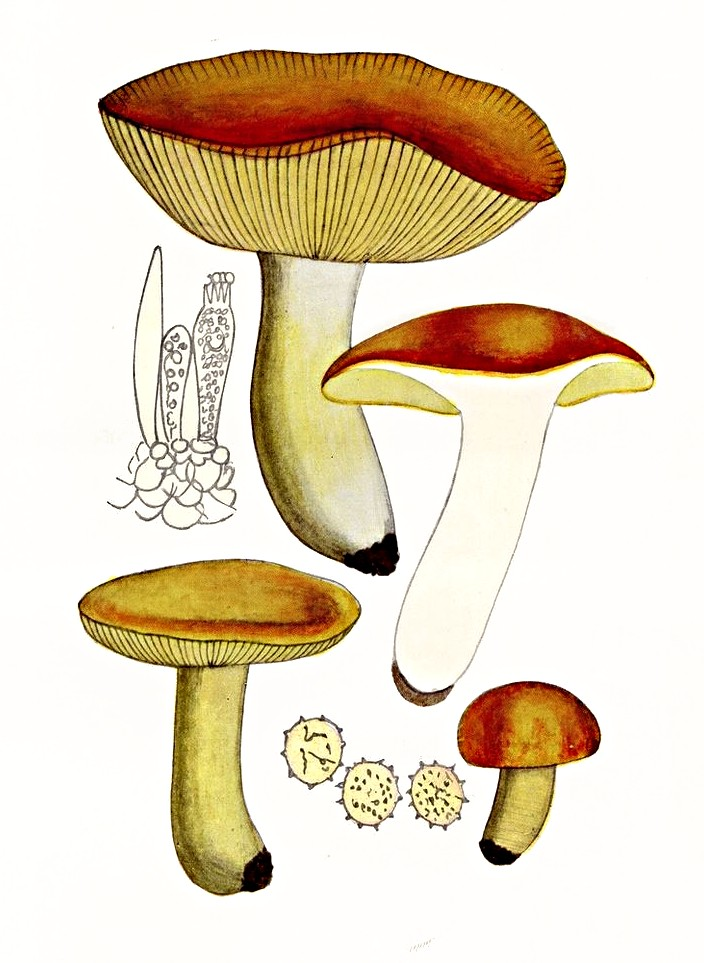
Russula aurea : illustration botanique de Giacomo Bresadola (Iconografia Mycologica, 1930)

Cette espèce est connue tout au long des XIXe et XXe siècles sous le binôme Russula aurata, initialement publiée en 1801 sous le nom Agaricus auratus par le naturaliste anglais William Withering, et placée par le père de la mycologie moderne, Elias Magnus Fries, dans le genre Russula en 1838. Cependant, elle avait été précédemment décrite sous le nom Russula aurea en 1796 par le mycologue Parisien d'origine Sud-Africaine Christiaan Hendrik Persoon. Le Code international de nomenclature botanique imposant la priorité à l'ancienneté, c'est le nom choisit par Persoon qui prévaut aujourd'hui. Les épithètes spécifiques « aurata » et « aurea » qui proviennent toutes les deux du latin « aurum » (or) sont à mettre en relation avec la coloration typiquement dorée du chapeau et des arêtes des lames de cette espèce.

### Synonymie
- Agaricus aureus (Pers.) Pers., 1801[1]
- Agaricus auratus With., 1801[1]
- Russula aurata (With.) Fr., 1838[1]
- Russula esculenta Pers., 1796[1]
- Agaricus esculentus (Pers.) Pers., 1801[1]
- Russula aurata subsp. esculenta (Pers.) Fr.[1]
- Russula aurata f. esculenta (Pers.) Singer, 1923[1]
- Russula variecolor J. Blum, 1954[1]
- Russula blumii Bon, 1986[1]
- Agaricus citrinus Krombh., 1845[1]
- Agaricus aureocitrinus Krombh., 1845[1]

### Sous-taxon
Une forme sans traces de jaune a été décrite par Henri Romagnesi en 1967 et élevée au rang de variété par Marcel Bon en 1987 :
- Russula aurea var. aurea
- Russula aurea var. axantha (Romagn.) Bon, 1987[1]
  - Russula aurata f. axantha Romagn. 1967 (basionyme)[2],[1]

## Systématique

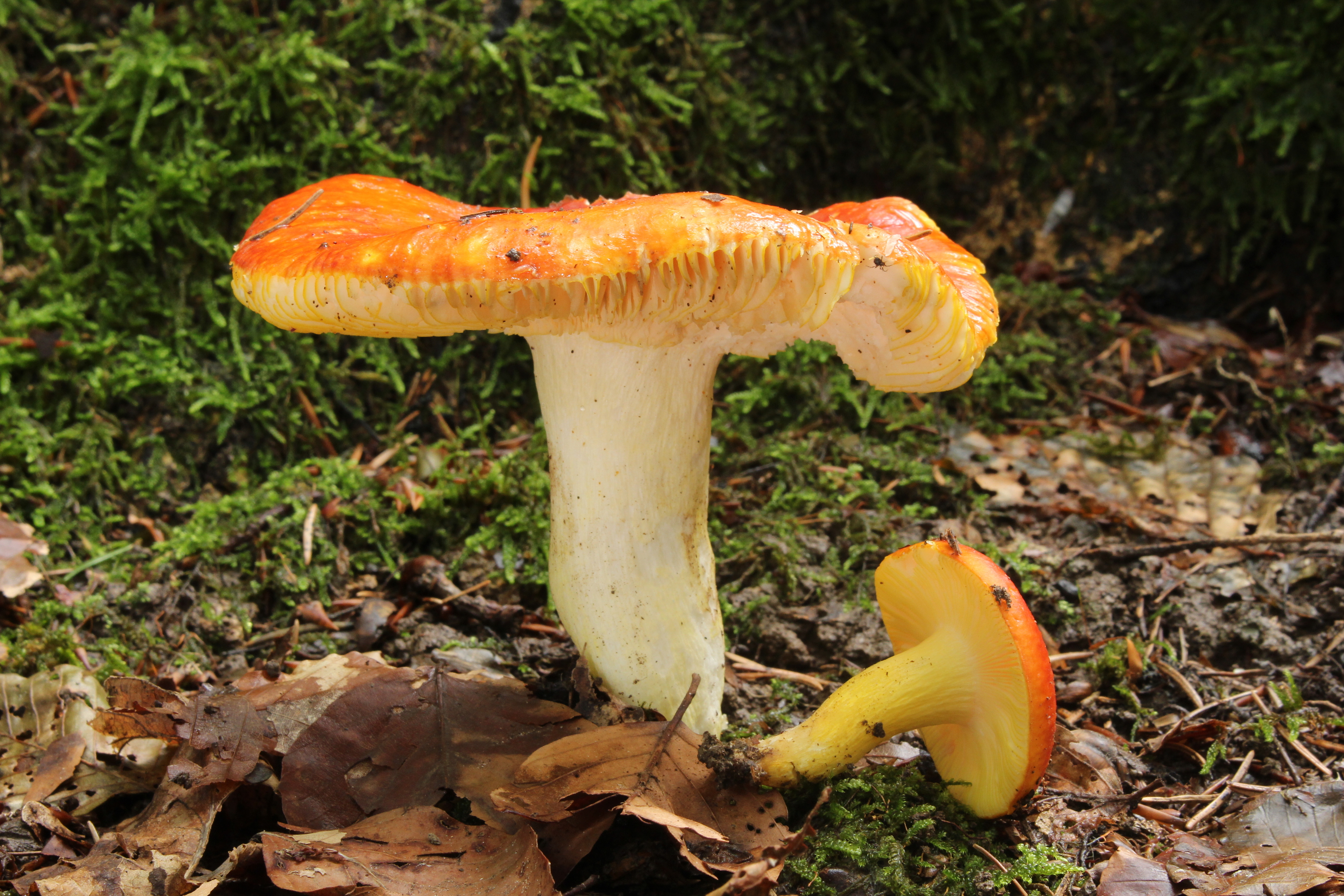
Russula aurea (Erbach, Allemagne)

Russula aurea est une parente du genre Russula car elle est composée d'une chair grenue, cassante comme la craie, constituée de cellules rondes nommées « sphérocystes » ne présentant pas de lait à la cassure et des spores à ornementations amyloïdes, c'est-à-dire devenant bleu sombre dans le réactif de Melzer. Elle appartient au sous-genre Russula aux couleurs assez vives, aux spores ayant leur partie apicale amyloïde et à la cuticule du chapeau et/ou du pied présentant des cystides. Elle fait ensuite partie de la section Polychromae à la chair douce et à la cuticule du chapeau sans cystides.
En 1967, Henri Romagnesi situe R. aurea dans la sous-section des Coccineae sur une base macroscopique tout en admettant sa proximité microscopique avec celle des Olivaceinae, liée à R. olivacea, différenciées par l'absence de cystides sur la cuticule du pied. Jean Blum et Marcel Bon qualifient les Olivaceinae de « cuticule sans rien ». En 1988, Marcel Bon place cette espèce au sein de la sous-section Auratinae  en les différenciant des Olivaceinae par leur cuticule du chapeau privée d'hyphes primordiaux ainsi que par leur pied blanc réagissant en brun au phénol. Cependant, la plupart de ses représentants ont été depuis reclassés dans d'autres sous-sections, à l'instar de R. werneri, R. europae et R. caeruleomalva ou synonymisés comme R. blumii. Seul reste R. aurea.
Une étude phylogénétique de 2002 portant sur les Russules européennes indique que R. aurea est très proche de R. romellii et fait partie d'un groupe composé de R. roseipes, R. turci et R. olivacea.
En 1990, Robert Shaffer décrit une espèce Nord-américaine, R. xantho, proche de R. aurea par plusieurs de ses caractères, à commencer par le pigment jaune-orange du chapeau, mais qui diffère par sa chair légèrement grisâtre et les cystides rudimentaires et dispersées sur la cuticule de son chapeau et de son pied. Il semble que cette espèce soit l'un des maillons de la chaîne entre les Auratinae et les formes aux cystides cuticulaires des sous-sections des Polychromae voisines comme les Integriforminae.

## Description

### Macroscopie

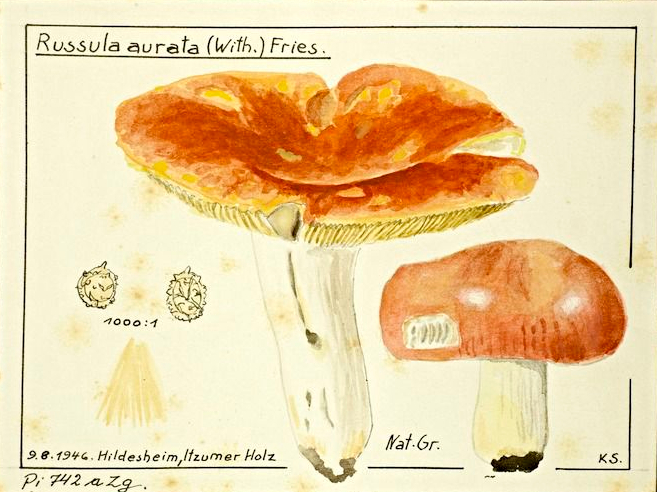
Russule dorée

La Russule dorée produit un sporophore au chapeau mesurant de 50 à 100 mm de diamètre, régulièrement hémisphérique au début, puis, avec l'âge, s'aplanissant, se déprimant dans son centre et s'ondulant sur ses bordures. Sa cuticule est lisse, parfois légèrement striée sur sa marge et brillante par temps humide. Elle présente un beau rouge vermillon qui peut se nuancer d'orange et s'orner de plages jaune d'or, voire être totalement colorée d'un jaune doré ou orangé saisissant. La cuticule est facilement pelable sur un tiers du rayon, laissant typiquement apparaître, mais ce n'est pas une règle absolue, une chair jaune sur le chapeau, blanche ailleurs. La texture de la chair est fragile et cassante. Les lames adnées et souvent fourchues sont crème pâle, jaunissant progressivement jusqu'à devenir d'un beau jaune citron, toujours plus vif sur les arêtes. Le pied, cylindrique, blanc lavé de jaune et légèrement strié sur sa longueur, mesure de 50 à 90 mm de long pour 15 à 20 mm d'épaisseur,,,,,,.
La variété axantha n'est colorée de jaune ni sur le chapeau, ni sur les lames, présentant alors des couleurs purement rouges ou teintées de pourpre, un pied blanc et des lames uniformément ocre, sans aucune trace du typique pigment citrin,,,,.
La Russule dorée réagit en rose pâle sur sa chair avec le sulfate de fer(II), rapidement en bleu vif verdâtre sur ses lames et son pied avec le gaïac et en brun vineux à brun chocolat sur sa chair avec le phénol, ce dernier caractère étant commun à de nombreuses Russules,,,.

### Microscopie
Russula aurea présente une sporée de coloration ocre foncé à jaune clair, notée de IIIc à IVb selon l'échelle de Romagnesi. Ses spores presque sphériques aux ornementations crêtées-réticulées constituées de verrues et de côtes remarquablement larges, mesurent 7 à 10 μm de long pour 6 à 9 μm de large. Elles sont portées par quatre par des basides clavées. Les arêtes des lames sont ornées de nombreuses cystides se terminant en pointe. Moins nombreuses sur les faces des lames, elles y sont en forme de fuseaux et souvent prolongées par un appendice apical. Ces cystides sont absentes sur la cuticule du chapeau, mais présentes et indéniables sur le pileus du pied. Enfin, la cuticule du chapeau est constituée de larges poils fusiformes homogènes, cloisonnés et en partie ramifiés,,,,.

Micrologie de Russula aurea (Rhénanie-Palatinat, Allemagne)
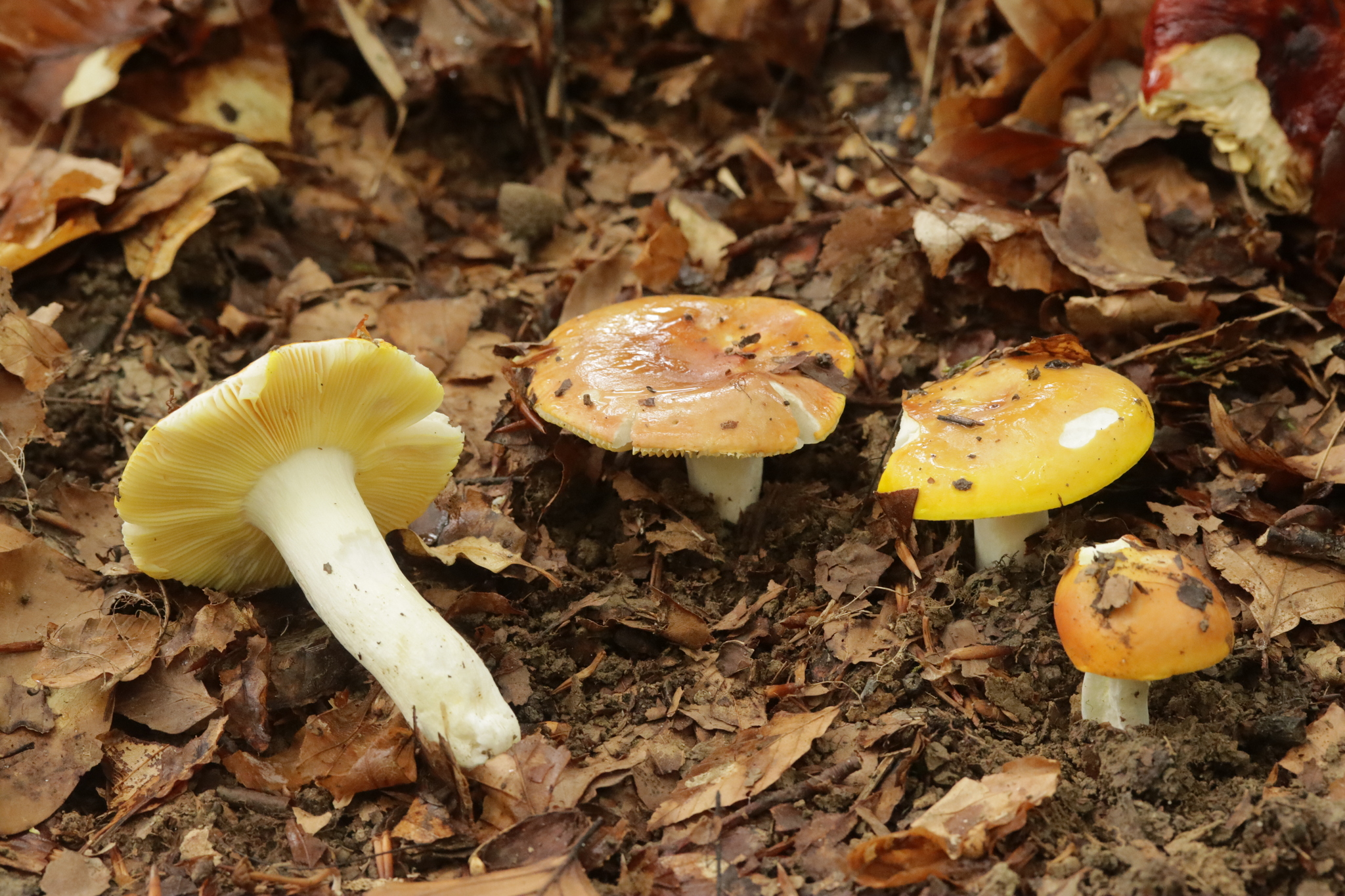
Spécimen étudié.
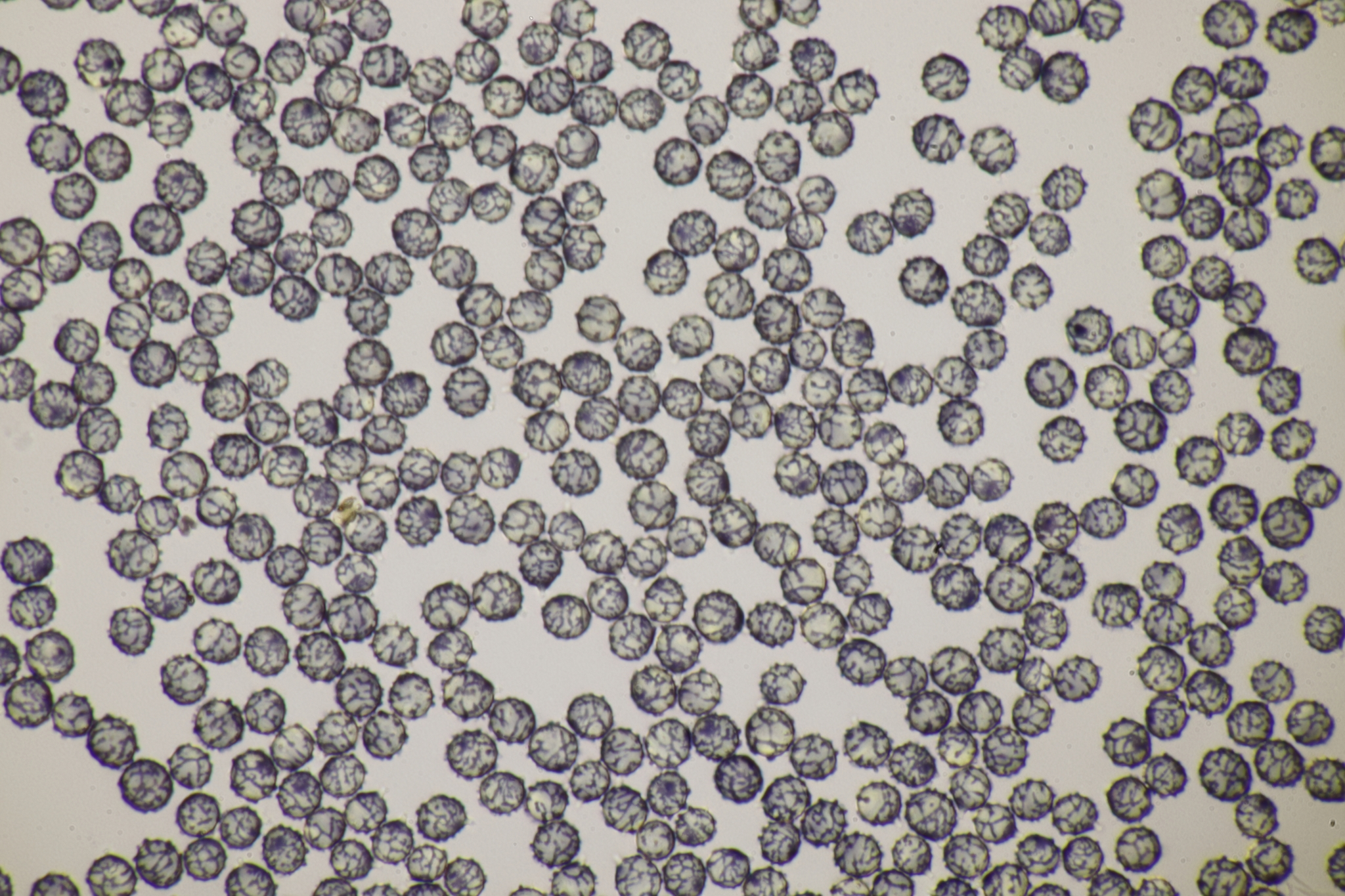
Spores.
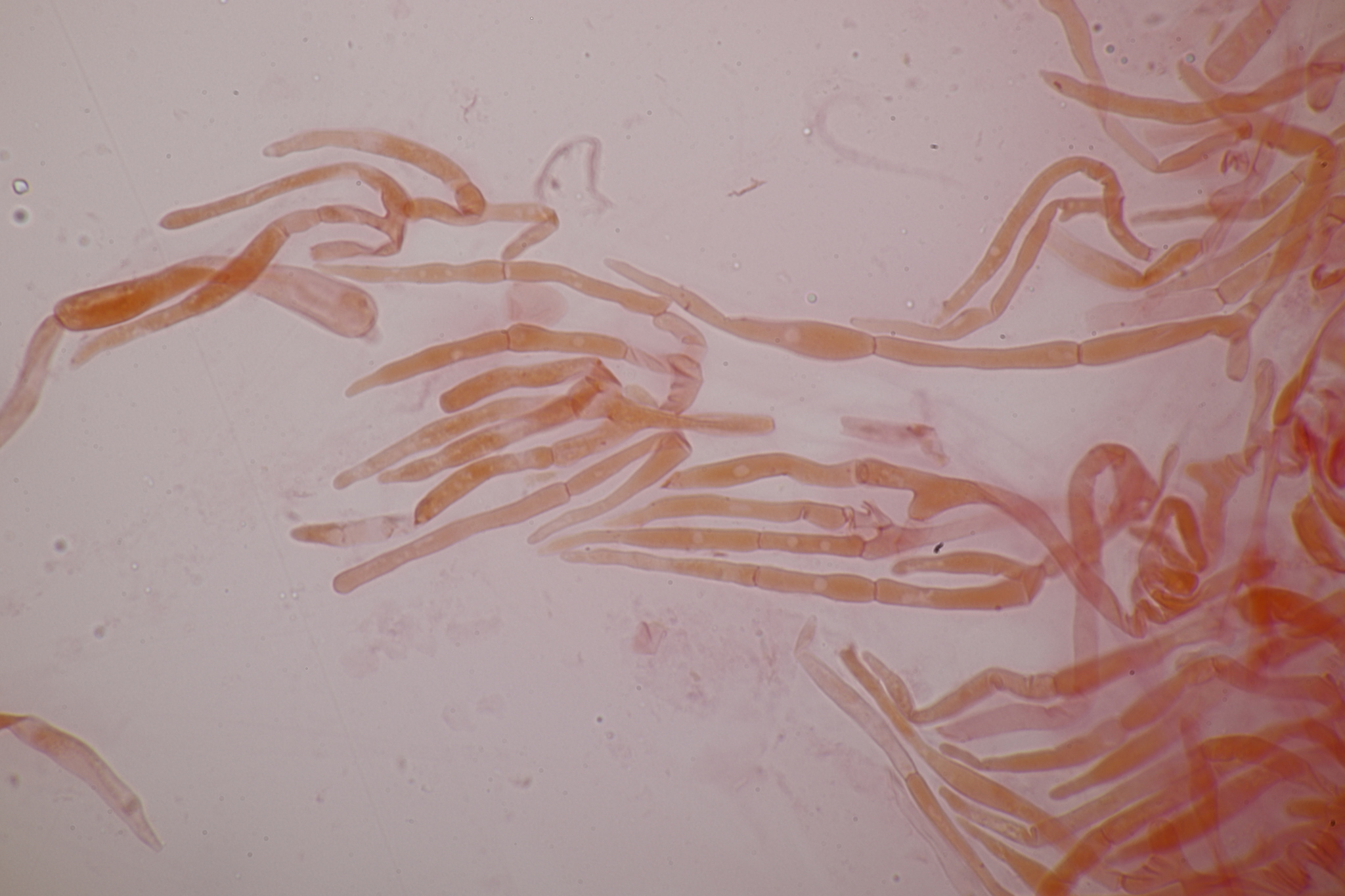
Paraphyses.

### Confusions possibles

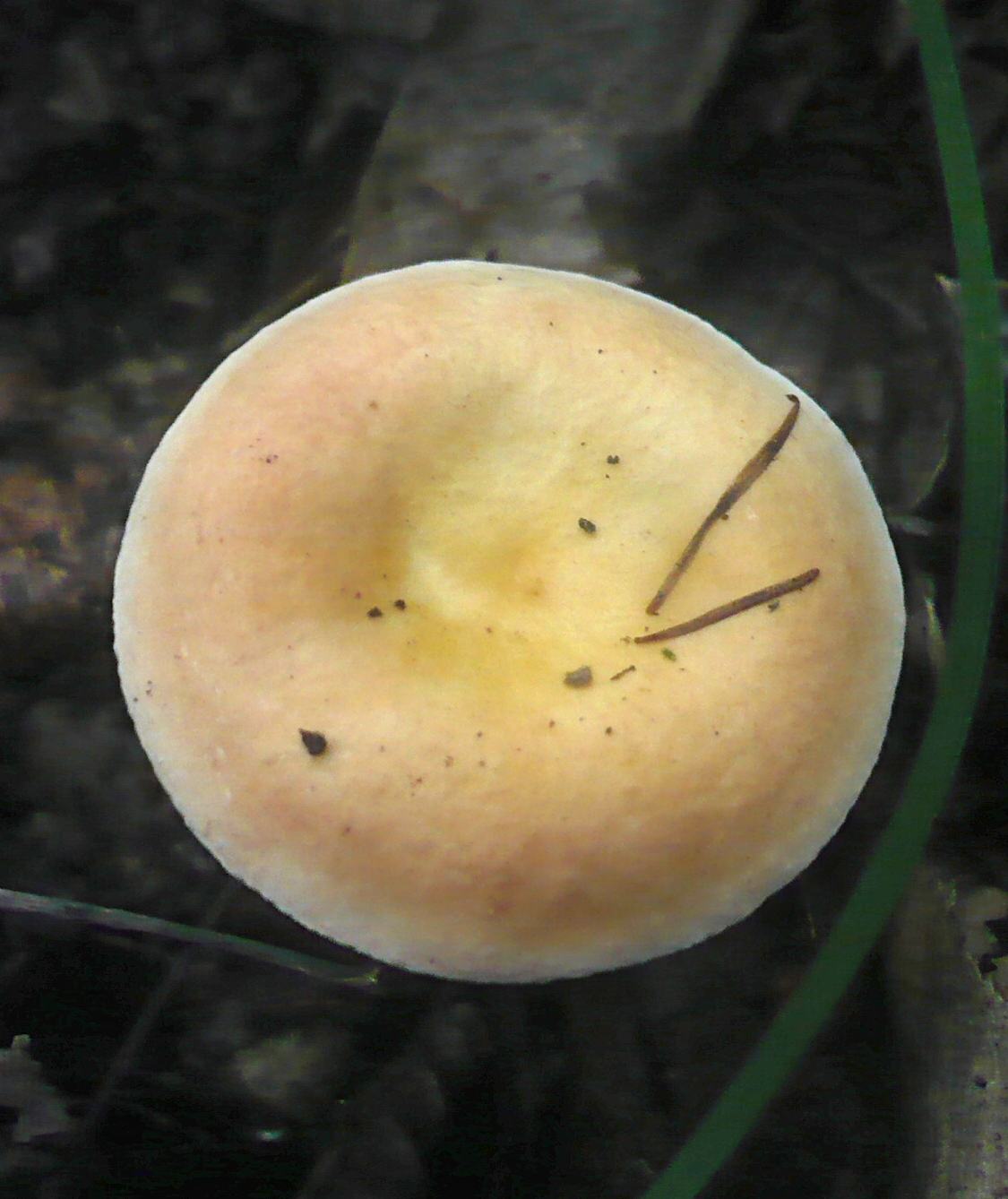
Russula risigallina, la Russule caméléon

Sous sa forme typique au chapeau jaune d'or à rouge vermillon et aux arêtes des lames jaune citron, cette espèce est facilement reconnaissable. Néanmoins, lorsqu'elle est sous ses formes claires, elle peut être confondue avec Russula risigallina, qui est plus commune et se différencie par ses lames totalement jaunes, son odeur fruitée et sa sporée plus sombre. Plus délicate est sa variété axantha qui peut prêter à confusion avec de nombreuses Russules rougeâtres à chair douce, comme Russula romellii et Russula alutacea ou encore Russula rubroalba et Russula melliolens. Seuls le type de cystides ainsi que la morphologie et la taille des spores permettront de les distinguer,,.

## Écologie et répartition

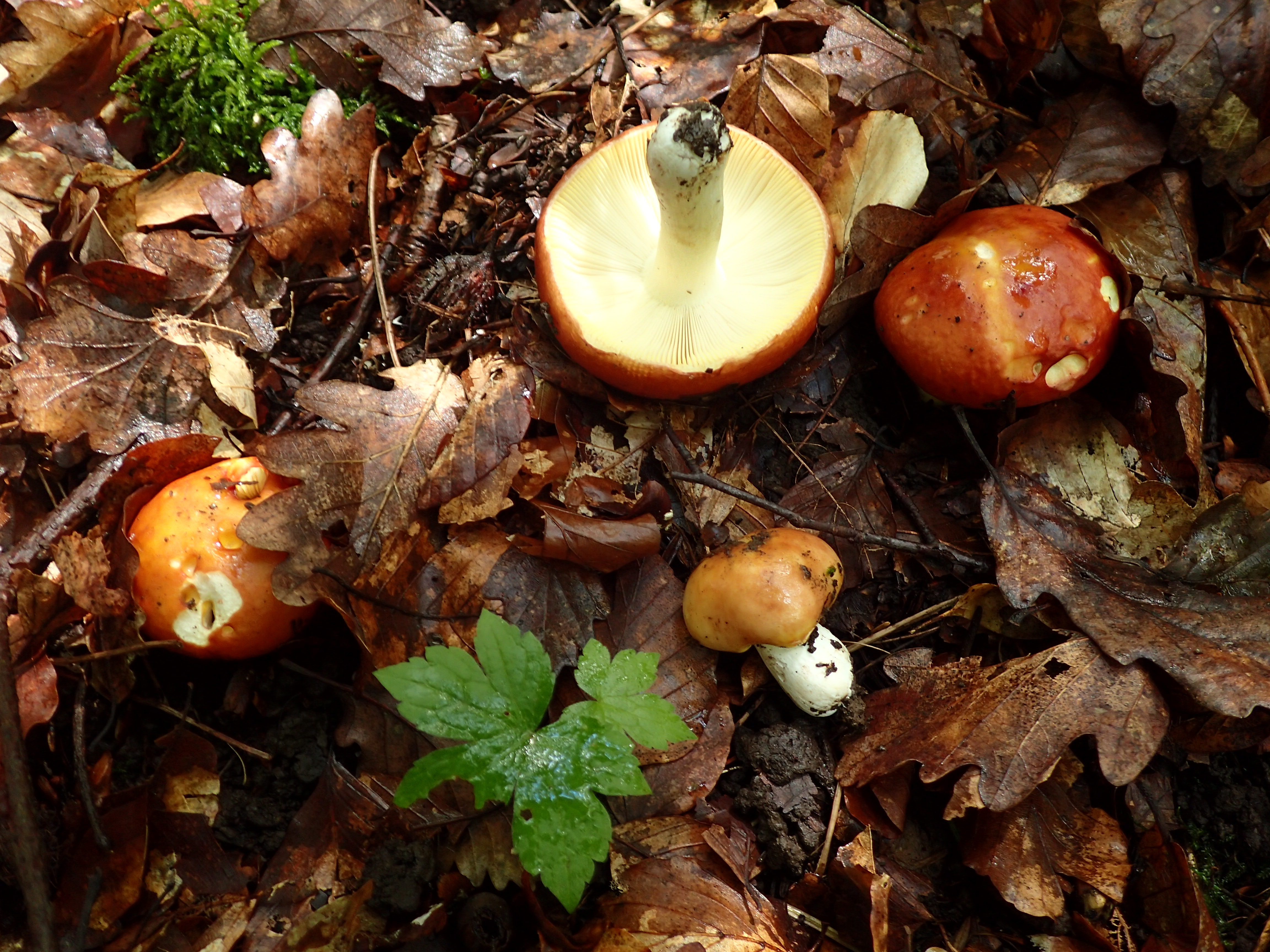
Russule dorée photographiée dans une hêtraie-chênaie à 850m d'altitude en Haute-Loire (France).

La Russule dorée pousse isolément ou en petites troupes, surtout durant la saison estivale et moins au delà, en association ectomycorhizienne avec des feuillus comme le Hêtre, le Châtaignier, les Chênes à feuilles caduques comme le Chêne pédonculé, le Noisetier, les Charmes et les Bouleaux, plus rarement sous des conifères comme l'Épicéa commun, les Pins et le Sapin blanc, très rarement sous les Chênes à feuilles persistantes comme le Chêne vert, sur sols frais, alcalins à neutres, parfois acides, pauvres en substances nutritives, de l'étage collinéen à l'étage montagnard, principalement en situation thermophile,,,,.
Cette espèce est répandue mais peu fréquente sur l'ensemble de l'écozone holarctique soit en Europe, en Afrique du Nord, en Asie ainsi qu'en Amérique du Nord,. En Europe, elle est présente depuis la mer Méditerranée jusqu'à 200 km au Sud du cercle polaire et de la côte atlantique jusqu'aux monts Oural. En France, elle est plus fréquente dans le Sud que dans le Nord. En Italie, elle est présente sur l'ensemble du territoire des régions alpines aux Apennins centraux et méridionaux. En Allemagne et en Chine, C. aurea fait partie des espèces en danger, comme en Grande-Bretagne où elle est considérée comme quasi menacée depuis 2006.

## Comestibilité et usages
La Russule dorée est un champignon comestible de choix à la saveur douce de noisette ou de noix et au parfum faible,. L'ANSES française est favorable à sa vente en frais, en sec et en conserve.
Le mycologue pyrénéen André Marchand l'apprécie servie en purée sur des croûtons ou farcie comme les cèpes accompagnée de chapelure et d'huile d'olive et gratinée au four. La Russule dorée est particulièrement estimée des Italiens qui peuvent la consommer crue en salade. Ils la nomment entre autres « Colombina dorata » (Colombe dorée) et « Capra dorata » (Chèvre dorée). Le mycologue italien Roberto Galli déclare qu'il s'agit d'une espèce « très savoureuse et très digeste qui n'a rien à envier, en matière d'aspect et de rendu gastronomique, à la célèbre et prestigieuse Amanite des Césars. »
En Chine, Russula aurea est une des espèces sauvages comestibles et médicinales les plus prisées et se retrouve fréquemment sur les étals des marchés où elle est utilisée en tant qu'antitumorale. Cette espèce est également consommée en Russie asiatique

## Constituants et propriétés
D'un point de vue nutritionnel, la Russule dorée, comme les autres champignons, est riche en eau (80%), en hydrates de carbone (75% de matière sèche) et en protéines (10% de matière sèche), et présente une faible teneur en graisses (2,4% de matière sèche). Le mannitol (10% de matière sèche) et le tréhalose (2,3% de matière sèche) en sont les principaux sucres ; le premier, dérivé alcoolique du mannose, étant responsable du soutien et de l'expansion des fructifications des champignons. Les acides linoléique, oléique et palmitique sont les principaux acides gras de cette espèce ; le premier étant le principal composant aromatique des champignons.
En plus d'être des aliments riches en nutriments et assez savoureux, les champignons comestibles sont connus pour être une source de produits bioactifs. Certains acides organiques qui composent la Russule dorée comme les acides tartrique, malique, citrique et succinique, peuvent avoir un rôle protecteur contre diverses maladies en raison de leurs activités antioxydantes. L'acide cinnamique est un composé à l'activité antitumorales démontrée particulièrement présent chez cette espèce. Par contre, elle contient peu d'antioxydants tels que les tocophérols, le lycopène et les composés phénoliques comme les acides phénoliques.